# تايلور بوغز
تايلور بوغز (بالإنجليزية: Taylor Boggs)‏ هو لاعب كرة قدم أمريكية أمريكي، ولد في 20 فبراير 1987 في كاليفورنيا إينلاند إمباير في الولايات المتحدة.

## وصلات خارجية
- تايلور بوغز على موقع مرجع كرة القدم المحترفة.كوم (الإنجليزية)